# Теорія розбитих вікон

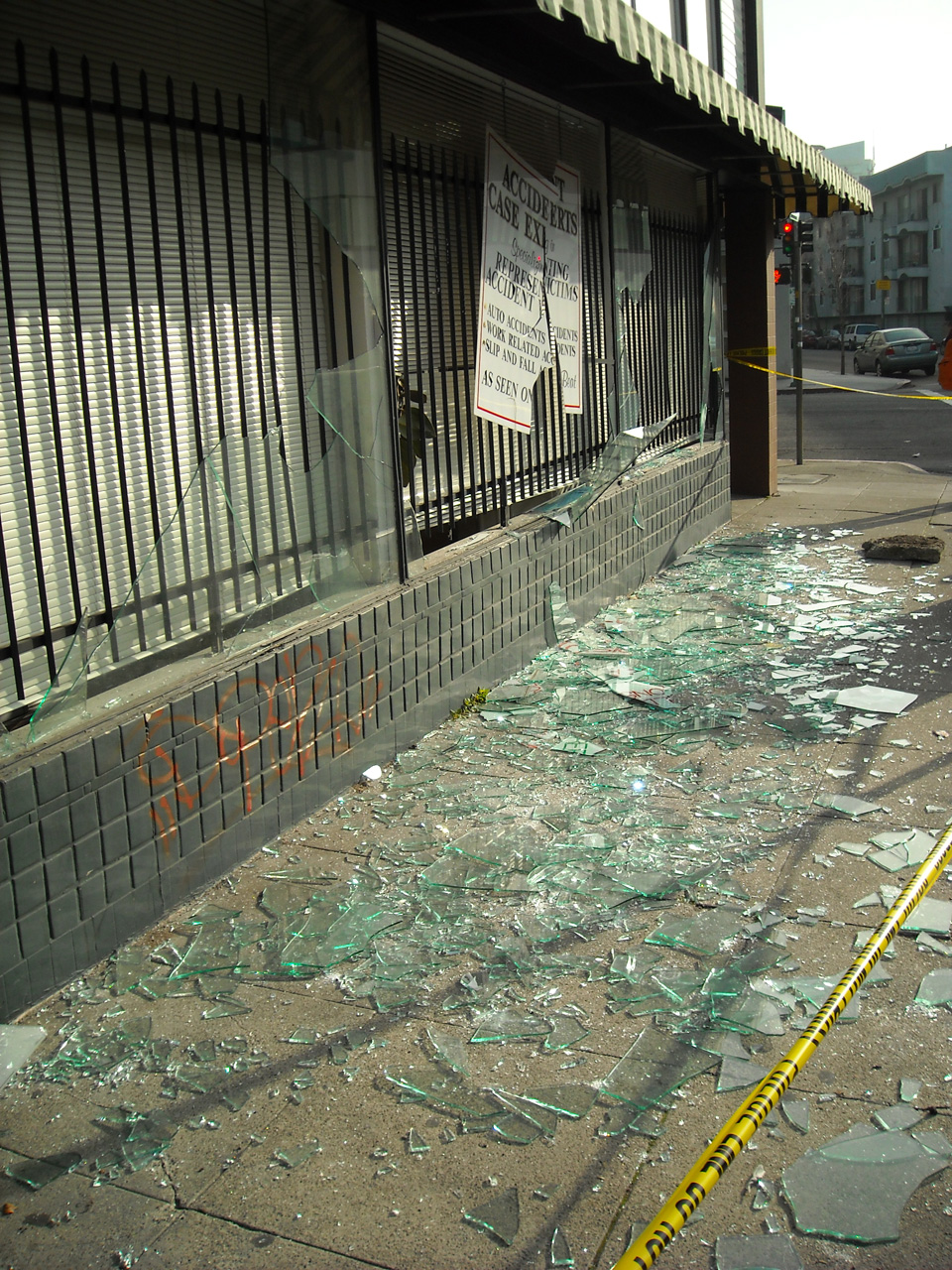
Розбита вітрина магазину

Тео́рія розби́тих ві́кон — теорія, яку сформулювали Джеймс Квінн Вілсон і Джордж Келлінґ у 1982 році. Відповідно до цієї теорії, якщо хтось розбив скло в будинку і ніхто не вставив нове, то незабаром жодного цілого вікна в цьому будинку не залишиться, а потім почнеться мародерство. Іншими словами, явні ознаки безладу і недотримання людьми прийнятих норм поведінки провокують оточення теж забути про правила.

## Практичне застосування
Теорія знайшла широке застосування на практиці — спочатку в Нью-Йорку, а потім і в багатьох інших містах США, Європи, Південної Африки, Індонезії і т.д. Ретельно стежачи за чистотою вулиць і змиваючи графіті зі стін, нью-йоркська влада не тільки привчила громадян поводитися культурніше, а й домоглася значного зниження злочинності у місті.

## Критика
Багато експертів сумнівалися в дієвості теорії розбитих вікон. Зокрема оскаржувалося твердження, що недотримання людьми одних правил може підштовхувати людей до порушення інших.

## Експериментальна перевірка
Соціологи Гронінгенського університету (Нідерланди) провели шість експериментів з перевірки істинності теорії розбитих вікон.

### Експеримент 1
Перший експеримент проводили на вулиці, де багато магазинів, біля стіни будинку, де мешканці, приїжджаючи за покупками, паркують свої велосипеди. Біля цієї стіни стояв яскравий, добре помітний знак, що забороняв малювати на стінах. Спочатку стіна була чистою. Експериментатори повісили на кермо кожного велосипеда (всього велосипедів було 77) папірець зі словами «Бажаємо всім щасливих свят!» І логотипом неіснуючого магазину спортивних товарів. Сховавшись в затишному куточку, дослідники стали спостерігати за діями велосипедистів. На вулиці не було урн, тому людина могла або кинути папірець на землю, або повісити на інший велосипед, або взяти з собою, щоб викинути пізніше. Перші два варіанти розглядалися як порушення прийнятих норм, третій — як їх дотримання.
З 77 велосипедистів лише 25 (33%) повелися некультурно. Потім експеримент повторили, при такій же погоді й в той самий час дня, попередньо розмалювавши стіну беззмістовними малюнками. Цього разу насмітили 53 особи з 77 (69%). Виявлена різниця має високий ступінь статистичної значущості. Таким чином, порушення заборони малювати на стінах виявилося серйозним стимулом, що провокує людей порушувати інше загальноприйняте правило — не смітити на вулицях.

### Експеримент 2
Другий експеримент мав показати, чи правдива теорія розбитих вікон тільки для загальноприйнятих норм або її дія поширюється також і на локальні правила, встановлені для якоїсь конкретної ситуації чи місця. Дослідники перегородили головний вхід на автостоянку парканом, в якому, проте, була залишена широка щілина. Поруч з нею повісили знак «Вхід заборонено, обхід — 200 м праворуч», а також оголошення «Заборонено пристібати велосипеди до огорожі». Дослід знову проводили у двох варіантах: «порядок дотримано» і «порядок порушено». У першому випадку в метрі від паркану стояли чотири велосипеди, явно до нього не пристебнуті. У другому випадку ті ж велосипеди пристебнули до огорожі. Із затишного місця експериментатори спостерігали, як поводяться громадяни, що прийшли за своїми автомобілями: підуть обходити паркан чи пролізуть у дірку. Результат виявився позитивним: у ситуації «порядок дотримано» у дірку пролізли тільки 27% автовласників, а в ситуації «порядок порушено» — 82%.

### Експеримент 3
Третій експеримент проводили на підземній стоянці біля супермаркету, де висіло велике і добре помітне оголошення «Будь ласка, повертайте взяті з магазину візки». У ситуації «порядок дотримано» на стоянці не було візків, в ситуації «порядок порушено» там перебувало чотири візки. Їхні ручки дослідники завбачливо вимазали мазутом, щоб у відвідувачів не виникло бажання ними скористатися. До машин прикріплювали такі ж папірці, як у першому експерименті. Результат вийшов аналогічний: в першій ситуації кинули папірець на землю 30% водіїв, у другій — 58%.

### Експеримент 4
Четвертий експеримент нагадував перший, з тією різницею, що ознаки «порушення норм іншими людьми» були тепер не візуальні, а звукові. У Нідерландах закон забороняє використання петард і феєрверків у передноворічні тижні. Виявилося, що велосипедисти набагато частіше кидають папірці на землю, якщо чують як розриваються петарди.

### Експерименти 5 і 6
У п'ятому та шостому експериментах людей провокували на дрібну крадіжку. З поштової скриньки стирчав конверт з прозорим віконцем, з якого виразно проглядала купюра в 5 євро. Експериментатори стежили за людьми підраховуючи кількість крадіжок. У ситуації «порядок дотримано» поштова скринька була чистою і сміття навколо не було. У ситуації «порядок порушено» або скриньку було розмальовано безглуздими графіті (експеримент 5), або навколо валялося сміття (експеримент 6).
У ситуації «порядок дотримано» тільки 13% перехожих (з 71) привласнили конверт. Однак з розмальованої скриньки конверт вкрали 27% перехожих (з 60), а розкидане сміття спровокувало на крадіжку 25% людей (з 72).

## Рекомендована література
- Колодяжний М. Г. Теорія розбитих вікон: сутність і практика застосування. Питання боротьби зі злочинністю 39 (2020): 67-72.
- Колодяжний М. Г. Участь громадськості у програмах запобігання злочинності в США Theory and practice of jurisprudence 1.3 (2013): 31-31.
- Мордовець М. В. Теорія «розбитих вікон у світлі проблеми соціальної відповідальності та суспільної безпеки. Економічні та соціальні аспекти розвитку України на початку XXI століття. Матеріали IX Міжнародної науково-практичної конференції 19-20 жовтня 2021 року. Одеса: Одеська національна академія харчових технологій, 2021. - С. 45-49.
- Копан О., Вознюк А. і Тичина Д. Організаційно-правові засади використання поліцією України зарубіжного досвіду кримінологічної теорії розбитих вікон. Вісник Пенітенціарної асоціації України. 4 (Квіт 2022), 35-50.
- Пономаренко О. О. ЩОДО ЗАСТОСУВАННЯ «ТЕОРІЇ РОЗБИТИХ ВІКОН» У СИСТЕМІ ЗАПОБІГАННЯ ВУЛИЧНІЙ ЗЛОЧИННОСТІ Злочинність як суспільна проблема та шляхи її вирішення в Україні : матеріали Всеукр. студ. наук. конф., м. харків, 4 листоп. 2016 р. : у 2 т. / за ред. а. п. гетьмана, б. м. головкіна. – т. 1. – х. : право, 2016. – С. 139-141.
- Шеремет О.С. Залучення місцевих громад та їх взаємодія з правоохоронними органами по запобіганню злочинам ЮРИДИЧНА НАУКА № 4(70)/2017 - С. 83-89